# Gaston IV (wicehrabia Béarn)
Gaston IV (zm. 1131) – wicehrabia Béarn 1090-1131. 
Był zwany "krzyżowcem" ze względu na udział w pierwszej krucjacie - w 1096 dołączył do armii Rajmunda IV, hrabiego Tuluzy.
Zanim odziedziczył tytuł po swoim ojcu Centulo V walczył podczas rekonkwisty w roku 1087. W trakcie swojego panowania umocnił granice hrabstwa, pokonał wojska hrabiego Dax i przejął kontrolę nad miastami Orthez i Ostabat-Asme. Poprzez małżeństwo z Talesą Aragońską, córką Sancha Rimareza, hrabiego Ribagorza dołączył również ziemie Montaner. W czasie I krucjaty dowodził samodzielnym oddziałem w trakcie oblężenia Antiochii. Po zdobyciu Antiochii odłączył się od Rajmunda z Tuluzy i przyłączył się do Gotfryda z Bouillon, z którym brał udział w zdobyciu Jerozolimy, dowodząc maszynami oblężniczymi.